# Anton Schlünder
Anton Christian Ferdinand Schlünder (31 augustus 1825 – 23 juni 1889) was een Pruisische landeigenaar en Postmeester, en beheerder van het Oude Posthuis in Wimbern, beter bekend als Altepost, dat tot op de dag van vandaag een cultureel erfgoed is. Hij was de derde generatie Schlünder die de titel droeg, na zijn vader en grootvader. Hij was tevens de laatste, aangezien de functie tijdens zijn leven werd afgeschaft.

## Levensloop
Schlünder werd in 1825 geboren in Wimbern, Wickede, als zoon van Nicolaus Schlünder en Maria Margarethe Becker, als vierde van zeven kinderen. Hij stond bij zijn familieleden bekend als Christian. Zijn vader, Nicolaus, combineerde het postbedrijf van zijn vader met zijn landbouwbedrijf en boerderijen, waardoor een familiebedrijf ontstond. Christians oudere broer Franz stierf in 1836 op slechts 19-jarige leeftijd, waardoor hij de oudste overlevende zoon werd. Nicolaus zelf stierf slechts drie jaar later, in 1839. Zijn moeder, zwanger van haar laatste kind, nam het bedrijf over totdat Christian meerderjarig werd.
Schlünder begon zijn carrière als postmeester in 1843 als beheerder van het Alte Posthuis, beter bekend als Altepost. Het was ontworpen door zijn grootvader. Posthuizen waren destijds een belangrijke bron van inkomsten, vooral in een tijd waarin de meeste reizen per koets plaatsvonden, die vaak van paard moesten wisselen. In 1826 werd het Alte Posthuis zelfs bezocht door koning Frederik Willem III. Schlünder exploiteerde ook de wachtkamer 'Am Schlünder', een andere bron van inkomsten, waar reizigers zich konden opwarmen, opfrissen en koffie konden bestellen.
In 1871, na de eenwording van het Duitse Keizerrijk, werd echter de Reichspost ("Keizerlijke Post") geïntroduceerd en werd het maken van winst via onafhankelijke postdiensten illegaal. Altepost bleef rijtuigen en paarden verhuren, maar ook deze bedrijfstak verdween door de industrialisatie aan het einde van de 19e eeuw, die meer beschikbare auto's en een nationaal spoorwegsysteem voor Duitsland introduceerde. Schlünder draaide opnieuw en maakte van Altepost het hoofdkantoor van zijn nieuwe zuivelbedrijf, waarvoor hij verschillende boerderijen kocht. Schlünder overleed in 1889 en liet zijn zuivelbedrijf en landerijen na aan zijn oudste zoon Christoph, die slechts tien jaar later overleed. Christophs kleinzoon, eveneens Christoph geheten, was eveneens een beroemd zakenman.

## Huwelijk en nakomelingen
Schlünder trouwde met Pauline Clara Henriette Stromberg (6 maart 1830 – 12 mei 1895) op 29 November 1855 in Menden. Samen kregen zij twaalf kinderen, van wie er drie jong overleden, en eenenveertig kleinkinderen:
1. Christoph Theodor Christian Schlünder (10 december 1856 – 24 december 1899), zijn vaders opvolger. Hij trouwde met Maria Schulte-Gunne, en kreeg vier kinderen.
2. Elisabeth Frederica Margarethe Schlünder (26 september 1858 – 29 mei 1918), trouwde met Franz Anton Crux en kreeg vier kinderen.
3. Gustav Friedrich Wilhelm Schlünder (29 september 1859 – 5 juli 1914), werd zijn vaders zakenman in Münster. Hij trouwde met Margarethe Schilling en kreeg acht kinderen.
4. Margarethe Louise Ferdinandine Schlünder (20 oktober 1861 – 10 mei 1915), trouwde met Bernhard Groove en kreeg acht kinderen.
5. Pauline Elisabeth Frederica "Paula" Schlünder (17 augustus 1863 – 11 juni 1931), bleef ongehuwd.
6. Marie Antoinette Victoria Schlünder (2 oktober 1864 – 24 januari 1940), verhuisde naar Nederland na haar huwelijk met Heribert Korte. Zij kregen zes kinderen.
7. Franziska Christian Schlünder (24 april 1866 – 18 maart 1900), trouwde met Wenzel Brinkmann, en kreeg vier kinderen.
8. Ferdinand Schlünder (15 juli 1867 – 8 september 1867)
9. Theodor Schlünder (12 april 1868 – 28 januari 1869)
10. Mathilde Schlünder (29 maart 1870 – 1 augustus 1946), werd later non en nam de naam Maria Ignatia aan.
11. Josef Schlünder (17 april 1871 – 26 september 1871)
12. Christiane Gertrud Hermine Schlünder (10 januari 1873 – 2 januari 1966), trouwde met Johannes Berentzen, van de befaamde brouwersfamilie, en kreeg zeven kinderen.